# Emilio Martínez
Emilio Martínez (10 de Abril de 1981) é um futebolista profissional paraguaio que atualmente joga pelo Sport Colombia, medalhista olímpico de prata.

## Carreira
Martinez integrou a Seleção Paraguaia de Futebol na Copa América de 2001.
Emilio Martinez tomou cartão vermelho na final olímpica de 2004